# 中国葡萄酒

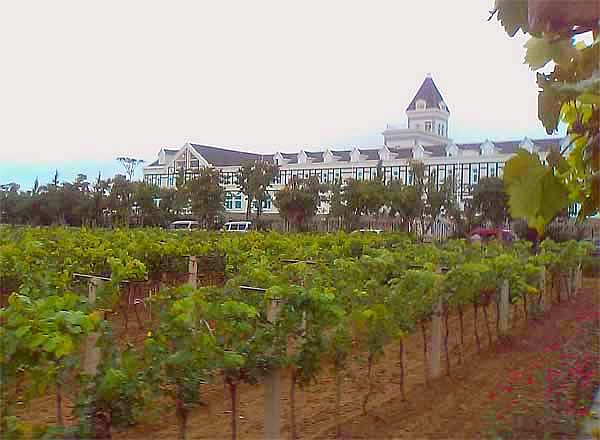
位于山东烟台北于家的张裕·卡斯特酒庄。

中国葡萄酒是指中国出产的葡萄酒，有着数千年的历史。1892年，中国首家近代新型葡萄酒厂张裕葡萄酿酒公司成立，代表中国工业化酿造葡萄酒的开始。改革开放以后，中国葡萄酒产业发展迅速。据2015年统计，中国葡萄园面积82万公顷、居世界第二，葡萄酒产量11亿升、居世界第九，葡萄酒消费量16亿升、居世界第五。

## 历史

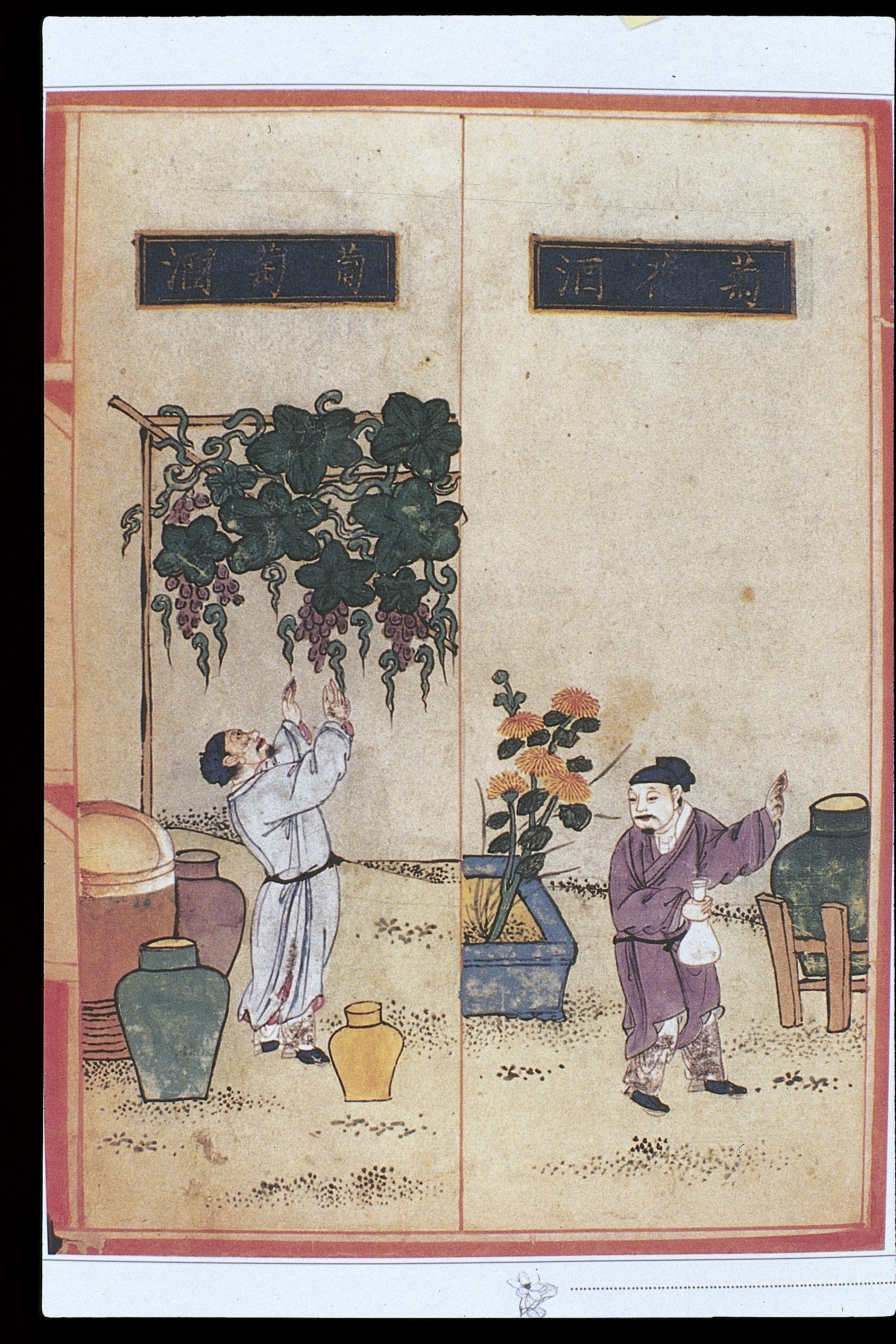
明《食物本草》中的葡葡酒酿造图示

葡萄酒酿造在中国有着悠久的历史。1995年，山东大学考古研究所在山东日照市两城镇的调查发现，在据今4600年前的新石器时代晚期该地可能就已开始酿造葡萄酒。2004年，中美考古学者又在9000年前新石器时代早期河南贾湖遗址出土的陶片中发现了与现代葡萄丹宁酸成分相同的残留物，说明中国可能是世界上最早酿造葡萄酒的国家。同时，中国也是葡萄属植物的起源中心之一。《诗经》中便有对葡萄最早的文字记载，如《诗经·周南·蓼木》所载“南有蓼木，葛藟累之；乐只君子，福履绥之”中的“葛藟”便是中国原生野葡萄品种之一。
汉武帝年间，张骞出使西域，从中亚将欧亚葡萄（Vitis vinifera）引进中国并用以酿酒。 《史记·大宛列传》有载：“宛左右以蒲桃为酒，富人藏酒至万余石、久者数十年不败”。「葡萄美酒夜光杯，欲飲琵琶馬上催。」此名句出自於唐朝王翰的《涼州詞》，可見飲用葡萄酒於唐代已頗為流行。至此，中国葡萄酒产业开始不断发展，至元朝时中国古代葡萄酒业达到最鼎盛、最繁荣的时期。当时葡萄酒受到政府的高度重视，不仅与马奶酒同为祭宗庙用酒，同时还在宫城中建立了葡萄酒室。
明、清时期，葡萄酒产业仍平缓发展。清朝后期，由于海禁开放，中国才开始进口外国葡萄酒。清末民初是中国葡萄酒业的转折期，1892年（光绪十八年）华侨实业家张弼士在烟台创办了张裕酿酒公司，是中国第一家新型现代化葡萄酒厂，标志着中国工业化酿造葡萄酒的开始。后来由于战乱等因素，葡萄酒业开始难以为继，张裕公司也于1948年宣告破产。
中华人民共和国成立后，葡萄酒业开始恢复，张裕公司也重新开工生产。随着改革开放，1980年代起中国现代葡萄酒产业开始高速发展。1994年，中国颁布了首个葡萄酒国家标准。2008年起，葡萄酒新国家标准开始实施，并由推荐性标准改为强制性标准。
2002年，中国曾签订加入国际葡萄·葡萄酒组织备忘录，但最终未能加入。

## 主要葡萄品种
目前中国种植的主要酿酒葡萄品种包括：
- 红葡萄品种：赤霞珠、蛇龙珠、品丽珠、佳美娜、美乐、黑比诺、佳利酿、佳美、西拉
- 白葡萄品种：霞多丽、爱格丽、白诗南、玫瑰香、白羽、白玉霓、雷司令、长相思、灰比诺、赛美蓉

## 产区
中国主要的葡萄酒产区包括：
- 东北产区
- 渤海湾产区
- 沙城产区
- 清徐产区
- 银川产区
- 武威产区
- 吐鲁番产区
- 黄河故道产区
- 云南高原产区